# Kojak (série télévisée, 1973)
Pour l’article homonyme, voir Kojak (groupe).
Kojak est une série télévisée américaine en 118 épisodes de 48 minutes et 7 téléfilms de 90 minutes, créée par Abby Mann et diffusée du 24 octobre 1973 au 18 mars 1978 sur le réseau CBS. Une sixième saison fut diffusée dans le cadre de l'émission ABC Mystery Movie du 2 novembre 1989 au 7 avril 1990 sur le réseau ABC.
En France, la série a été diffusée du 8 janvier 1975 au 10 décembre 1978 sur Antenne 2 et rediffusée sur La Cinq à partir du 1er juin 1986. La sixième saison inédite est diffusée du 29 janvier 1992 au 29 février 1992 sur La Cinq, puis rediffusée du 2 juillet 1995 au 20 août 1995 sur France 2.

## Synopsis
Le lieutenant Theophilus « Theo » Kojak, élégant policier d'origine grecque au crâne rasé et grand amateur de cigares et de sucettes, mène des enquêtes dans le 11e district de la police de New York.

## Fiche technique
- Titre original : Kojak
- Titre français : Kojak
- Création : Abby Mann
- Scénarios d'après les personnages de Selwyn Raab
- Musique : Billy Goldenberg (générique), John Cacavas
- Production : James Duff McAdams et Matthew Rapf
- Société(s) de production : Universal Television
- Sociétés de distribution : CBS (saisons 1 à 5) / ABC (saison 6)
- Pays de production :  États-Unis
- Langue originale : anglais
- Format : couleur - 35 mm - 1,33:1 - son mono
- Genre : policier
- Nombre de saisons : 6
- Nombre d'épisodes : 118 + 7 téléfilms
- Durée : 48 min. (épisodes) / 90 min. (téléfilms)
- Dates de première diffusion :
  - États-Unis : 24 octobre 1973
  - France : 8 janvier 1975

## Distribution
- Telly Savalas (VF : Henry Djanik) : le lieutenant Theo Kojak
- Dan Frazer (VF : Jacques Deschamps) : Frank McNeil
- Kevin Dobson (VF : Jacques Thébault) : l'inspecteur Bobby Crocker
- George Savalas (VF : Georges Atlas) : l'inspecteur Stavros
- Vince Conti : l'inspecteur Rizzo (1974-1977)
- Mark Russell (en) (VF : Jacques Torrens) : l'inspecteur Saperstein (1974-1977)

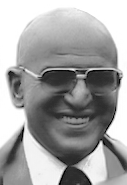
Telly Savalas (Theo Kojak)
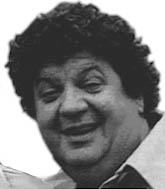
George Savalas (Stavros)

## Épisodes

### Pilote
1. L'Affaire Marcus Nelson (The Marcus-Nelson Murders), avec José Ferrer. Diffusé pour la première fois le 8 mars 1973 aux États-Unis et le en France. Rediffusé en deux parties les 12 et 13 mai 1989 sur La Cinq[3],[4]. Il est inspiré des meurtres Wylie-Hoffert (en).

### Première saison (1973-1974)
1. Soir de terreur (Siege of Terror), avec Harvey Keitel

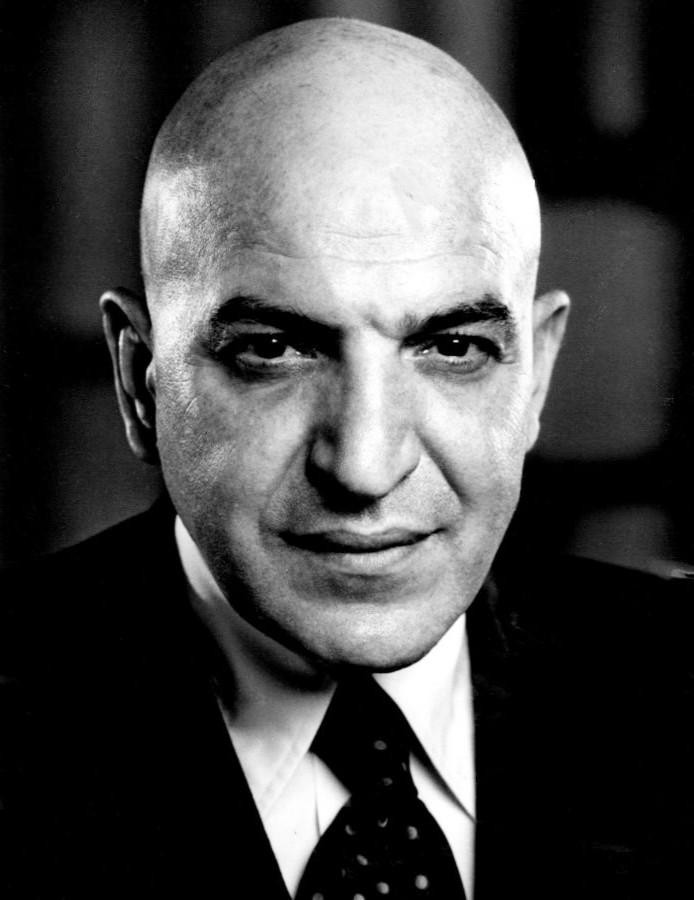
Telly Savalas dans Kojak en 1973

2. Dans les griffes de la mort (Web of Death), avec Héctor Elizondo
3. Un client pour la morgue (One for the Morgue)
4. Autorité (Knockover)
5. Une fille à l'eau (Girl in the River)
6. Requiem pour un flic (Requiem for a Cop)
7. Le Corrupteur (The Corrupter)
8. Coup de théâtre (Dark Sunday), avec Ken Kercheval
9. Les Jardins de Babylone (Conspiration of Fear)
10. En cage (Cop in a Cage)
11. La Reconnaissance de dettes (Marker to a Dead Bookie), avec Lorraine Gary
12. Extrême onction (Last Rites for a Dead Priest)
13. Mort à vendre (Death is Not a Passing Grade), avec James Woods
14. Le Pourvoyeur (Die Before They Wake), avec Jess Walton et Albert Popwell
15. Les Receleurs (Deliver Us Some Evil)
16. Dix-huit heures de panique (Eighteen Hours of Fear), avec Jack Colvin
17. Au diable Kojak (Before the Devil Knows)
18. Mort debout (Dead on His Feat),avec Harry Guardino
19. La Rivière solitaire (Down a Long and Lonely River), avec Paul Michael Glaser
20. Morphine (Mojo) (avec Ed Lauter)
21. Dynamito-thérapie (Therapy in Dynamite), avec Dabney Coleman
22. L'Homme de paille (The Only Way Out), avec John Hillerman

### Deuxième saison (1974-1975)
1. Crime de lèse-majesté (1) (The Chinatown Murders, part one), avec Sheree North et Robert Ito
2. Crime de lèse-majesté (2) (The Chinatown Murders, part two)
3. Tais-toi, sinon tu mourras (Hush Now, or You'll Die)
4. Jeu dangereux (A Very Deadly Game)
5. Mauvaises Actions (Wall Street Gunslinger)
6. Défenestration (Slay Ride), avec Stephen McHattie
7. Témoin à charge (Nursemaid)
8. Chassé-croisé (You Can't Tell a Hurt Man How to Holler), avec Roger E. Mosley
9. Prévarication (The Best Judge Money Can't Buy), avec Abe Vigoda
10. Souvenir (A Souvenir from Atlantic City), avec Daniel J. Travanti
11. Chantage à la mort (A Killing in the Second House), avec Martin Balsam
12. La Guerre des gangs (The Best War in Town), avec David Doyle
13. Amour fou (Cross your Heart and Hope to Die)
14. L'Indic (The Betrayal), avec Paul Anka
15. Qui gagne perd (Loser Takes All), avec Leslie Nielsen
16. Fausse Piste (Close Cover before Killing), avec Alex Rocco et Erik Estrada
17. Acte de désespoir (Acts of Desperate Men), avec Bruno Kirby
18. La Reine des gitans (Queen of the Gypsies)
19. Philatélie (Night of the Piraeus), avec Norman Lloyd
20. Vengeance de femme (Elegy in an Asphalt Graveyard)
21. Le Poseur de bombes (The Good Luck Bomber), avec Richard Bradford
22. Partenaires indésirables (Unwanted Partners)
23. Quiproquo (Two-Four-Six for Two Hundred), avec Robert Loggia
24. C'est ma femme, Théo (The Trade-Off)
25. Spiritisme (I Want to Report a Dream), avec Ruth Gordon et Andrew Robinson

### Troisième saison (1975-1976)

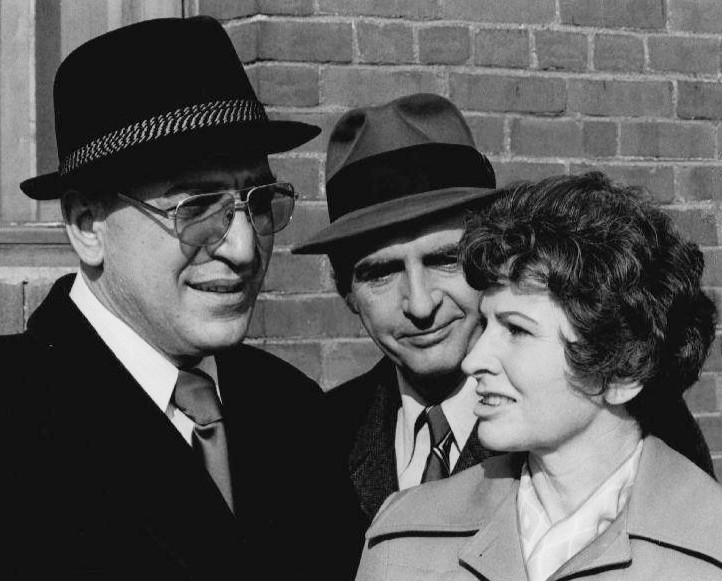
Telly Savalas, Dan Frazer et Jean LeBouvier dans un épisode de Kojak en 1975

1. Le Résultat qui compte (1) (A Question of Answers, part one), avec Eli Wallach, Michael V. Gazzo et F. Murray Abraham
2. Le Résultat qui compte (2) (A Question of Answers, part two)
3. Une ombre au tableau (My Brother, My Enemy), avec Sylvester Stallone
4. Affaire de famille (Sweeter Than Life)
5. Prières inutiles (Be Careful what you pray for)
6. Neige secrète, neige mortelle (Silent Snow, Deadly Snow)
7. Une femme libérée (Life, Liberation, and the Pursuit of Death), avec William Katt
8. Appartement 2C (Out of the Frying Pan...)
9. Territoire interdit (Over The Water)
10. Piège aux diamants (The Nicest Guys on the Block)
11. L'Intouchable (No Immunity for Murder)
12. Kojak en prison (A Long Way from Times Square)
13. Maquillage (Money Back Guarantee), avec Bernie Kopell
14. Maison de prières, caverne de voleurs (A House of Prayer, A Den of Thieves)
15. Joyeux Noël (How Cruel the Frost, How Bright the Stars), avec Veronica Hamel
16. Pain, Amour et Sirtaki (The Forgotten Room)
17. La Victime (On The Edge), avec Verna Bloom
18. Parole (A Wind from Corsica)
19. Le Chasseur de primes (Bad Dude)
20. Sur la sellette (The Frame)
21. Coupable d'innocence (Deadly Innocence)
22. Dix-sept ans après (Justice Deferred), avec Michael Ansara
23. Pour et contre la loi (Both Sides of the Law), avec Susan Sullivan
24. Une exécution prématurée (A Grave Too Soon)

### Quatrième saison (1976-1977)
1. Des oignons pour pleurer (Birthday Party), avec Richard Gere
2. Une chaleur meurtrière (A Summer Madness)
3. Cour d'assises (Law Dance), avec Sharon Gless
4. Le Double (Out of the Shadows)
5. Déraison d'État (A Need to Know)
6. Une sale affaire (An Unfair Trade)
7. La Neige sale (A Hair-Trigger Away), avec Morgan Fairchild, Irene Cara et Lynn Redgrave
8. Sur les quais (By Silence Betrayed)
9. Un nounours tout poilu (1) (A Shield for Murder, part one), avec Geraldine Page
10. Un nounours tout poilu (2) (A Shield for Murder, part two)
11. La Princesse (The Pride and The Princess), avec Maria Schell
12. Sous une mauvaise étoile (Black Thorn)
13. La Fureur de perdre (Where do you go when you have nowhere to go ?)
14. Les morts ne tuent pas (Dead Again)
15. Le Filleul (The Godson), avec F. Murray Abraham
16. Psychose de meurtre (The Condemned)
17. Un message de trop (When you hear the Beep, Drop Dead), avec Eric Braeden et Joe Turkel
18. Aller sans retour (I was happy where I was)
19. En attendant Kojak (1) (Kojak's Days, part one), avec Maud Adams, William Hurt et Kitty Winn
20. En attendant Kojak (2) (Kojak's Days, part two)
21. La Grande Vie (Monkey on a String), avec Judith Light
22. Une balle perdue (Kiss It All Goodbye), avec Christopher Walken
23. Une nouvelle mal venue (Lady in the Squad Room), avec Joan Van Ark
24. Plus près de toi ma sœur (Sister Maria)
25. La Tzigane et les Fourrures (Another Gypsy Queen)

### Cinquième saison (1977-1978)
1. La Chute d'un caïd (The Queen of Hearts is Wild)
2. Onde de choc (A Strange Kind of Love)
3. Meurtres à Manhattan (Laid Off)
4. Les Nouveaux Tueurs (Cry for the Kids)
5. Quand un rêve se réalise (Once More from Birdland)
6. Les morts ont de l'oseille (Caper on a Quiet Street), avec Armand Assante
7. Les Deux Sœurs (Letters of Death)
8. Tous ceux qui l'ont aimé (Tears for All who loved Her)
9. L'Été 69 (1)[5] (The Summer of '69, part one), avec Diane Baker
10. L'Été 69 (2)[5] (The Summer of '69, part two)
11. La Brune et la Blonde (Case without a File)
12. Touché coulé (I could kill My Wife's Lawyer)
13. Le Cheval de Troie (Justice for All), avec Charles Aidman
14. La souris se révolte (Mouse)
15. Corruption à haut niveau (Chain of Custody)
16. La Femme du frère du capitaine (The Captain's Brother's Wife), avec Shelley Winters
17. Le Tueur d'élite (No License to Kill)
18. Terreur sur l'hôpital (The Halls of Terror)
19. Que le cheval soit avec nous (May The Horse be with You)
20. Joe Paxton, photographe (Photos Must Credit Joe Paxton)
21. Kidnapping à Las Vegas (60 Miles to Hell), avec Liberace
22. Kojak se rebelle (In Full Command)

### Téléfilms hors saison (1985-1987)
1. L'Affaire Belarus (The Belarus File). Diffusé pour la première fois le 16 février 1985 aux États-Unis et le 20 février 1989 en France sur La Cinq[6]. Rediffusé le 23 novembre 1990 sur La Cinq[7], puis le 20 novembre 1993[8] sur France 2
2. Chaque meurtre a son prix (The Price of Justice). Diffusé pour la première fois le 21 février 1987 aux États-Unis et le 3 avril 1989 en France sur La Cinq[9],[10]. Rediffusé le 11 novembre 1997 sur France 2[11].

### Sixième saison (1989-1990)
1. Ariana (Ariana). Diffusé pour la première fois le 2 novembre 1989 aux États-Unis et le 1er février 1992 en France sur La Cinq[12]
2. Cas de conscience (Fatal Flaw). Diffusé pour la première fois le 30 novembre 1989 aux États-Unis et le 15 février 1992 en France sur La Cinq[13]
3. Des fleurs pour Matty (Flowers for Matty). Diffusé pour la première fois le 4 janvier 1990 aux États-Unis et le 29 février 1992 en France sur La Cinq[14]
4. La Mort d'un clochard (It's Always Something). Diffusé pour la première fois le 31 janvier 1990 aux États-Unis et le 8 février 1992 en France sur La Cinq[15]
5. Le Témoin (None So Blind). Diffusé pour la première fois le 16 mars 1990 aux États-Unis et le 29 janvier 1992 en France sur La Cinq[1]

## Autour de la série
- Les 5 premières saisons de Kojak ont été diffusées sur CBS, de 1973 à 1978. Au milieu des années 1980, Kojak revient dans deux téléfilms. En 1989, onze ans après l'arrêt de la série, Telly Savalas reprend son rôle dans 5 téléfilms diffusés sur ABC au sein de ABC Mystery Movie, un bloc de programme diffusé chaque samedi soir. Kojak est alors promu au rang d'inspecteur. Andre Braugher est le détective Winston Blake, et pour l'épisode, La mort d'un clochard (It's Always Something), Kevin Dobson reprend le rôle de Bobby Crocker, à présent assistant du procureur de district.
- Avant la série, Kojak a été le héros d’un téléfilm, intitulé L’Affaire Marcus Nelson. Diffusé le 8 mars 1973, il s’agit du premier docu-drama (fiction basée sur des faits véridiques) tourné pour la télévision américaine. À la suite de son succès, la chaîne américaine CBS a lancé la production du show, diffusé dans la case du mercredi à 22 h[16].
- Un remake a été diffusé en 2005. Le héros est toujours chauve, impeccablement vêtu et amateur de sucettes, mais il a été remplacé par un acteur afro-américain, Ving Rhames. La série ne dura qu'une saison.
- C'est au cours du 8e épisode (saison 1) que Kojak apparaît pour la première fois avec une sucette à la bouche. À Crocker qui lui demande : « C'est quoi ces sucettes ? », il répond : « Je veux réduire la fracture des générations… » Pour Telly Savalas, il s'agit en fait d'une méthode pour cesser de fumer qui lui vient du tournage de Lisa et le Diable de Mario Bava sur les conseils de ce dernier.
- Kojak conduit une Buick Century 455.
- Les réalisateurs Jeannot Szwarc et Richard Donner ont réalisé respectivement treize et trois épisodes de la série.
- Dans la version DVD de 2005, les dialogues ont été modernisés car dans l'épisode 21 de la saison 4 Crocker évoque le sida qui apparaîtra six ans après le tournage réel.

## Produits dérivés

### Livres

#### Romans
Une série de nouvelles écrites par Victor B. Miller (en) est tirée de la série télévisée en 1975-1976. Elles sont publiées en français par les Presses de la Cité :
- Requiem pour un flic (Siege), Presses de la Cité, 1975
- Soir de terreur (Requiem for a cop), Presses de la Cité, 1975
- Excalibur (Girl in the River), Presses de la Cité, 1975
- Dynamitothérapie (Therapy in Dynamite), Presses de la Cité, 1975
- Mort à vendre (Death is not a Passing Grade), Presses de la Cité, 1975
- Traquenards pour l'héroïne (A Very Deadly Game), Presses de la Cité, 1975
- Affaire de famille (Take-Over), Presses de la Cité, 1976
- L'Arme à gauche (Gun Business), Presses de la Cité, 1976
- Faux numéro (The Trade Off), Presses de la Cité, 1976

#### Étude
- Philippe Setbon, Telly Savalas - Kojak, PAC, 1978

#### Bandes dessinées
- Attentat au Plaza, Elvifrance, 1984
- Les Tueurs, Elvifrance, 1984

### Jeux de société et jouets
En 1975, MB a publié un jeu de société Kojak énigmes policières.
Corgi Toys a produit une version au 1/36e de sa Buick « couleur bronze » (ou plus exactement cuivre)

### DVD
Aux États-Unis, Universal Studios Home Entertainment a édité la saison 1 de Kojak en DVD dans les zones 1, 2 et 4. C'est l'éditeur Shout Factory qui a sorti l'intégralité des saisons 2 à 6 avec des copies restaurées. Mediumrare Entertainment a publié les saisons 2 & 3 en DVD dans les Zones 2 fin avril 2010.
En France, l'intégrale de la saison 1 sort le 21 juin 2005 chez Universal Pictures (ASIN B000EFTES0). Elephant Films a publié l'intégralité des saisons 2 à 6 à la suite de l'abandon d'Universal Pictures, puis l'intégrale de la série en un coffret le 1er octobre 2015 (ASIN B00LH42JA2).
| DVD          | Épisodes | Dates de publication | Dates de publication | Dates de publication |
| DVD          | Épisodes | Zone 1               | Zone 2               | Zone 4               |
| ------------ | -------- | -------------------- | -------------------- | -------------------- |
| Saison 1     | 22       | mars 2005            | juillet 2005         | 1er juin 2006        |
| Saison 2     | 25       | 27 septembre 2011    | avril 2010           | N/A                  |
| Saison 3     | 24       | 20 mars 2012         | avril 2010           | N/A                  |
| Saison 4     | 25       | 1er mai 2012         | mars 2013            | N/A                  |
| Saison 5     | 22       | 11 septembre 2012    | juin 2013            | N/A                  |
| Hors-saisons | 2        | 24 janvier 2012      | N/A                  | N/A                  |
| Saison 6     | 5        | 24 janvier 2012      | 2 février 2014       | N/A                  |